# Flikgilia
Flikgilia (Gilia laciniata) är en blågullsväxtart som beskrevs av Hipólito Ruiz López och Pav. Flikgilia ingår i släktet gilior, och familjen blågullsväxter. Inga underarter finns listade i Catalogue of Life.

## Bildgalleri

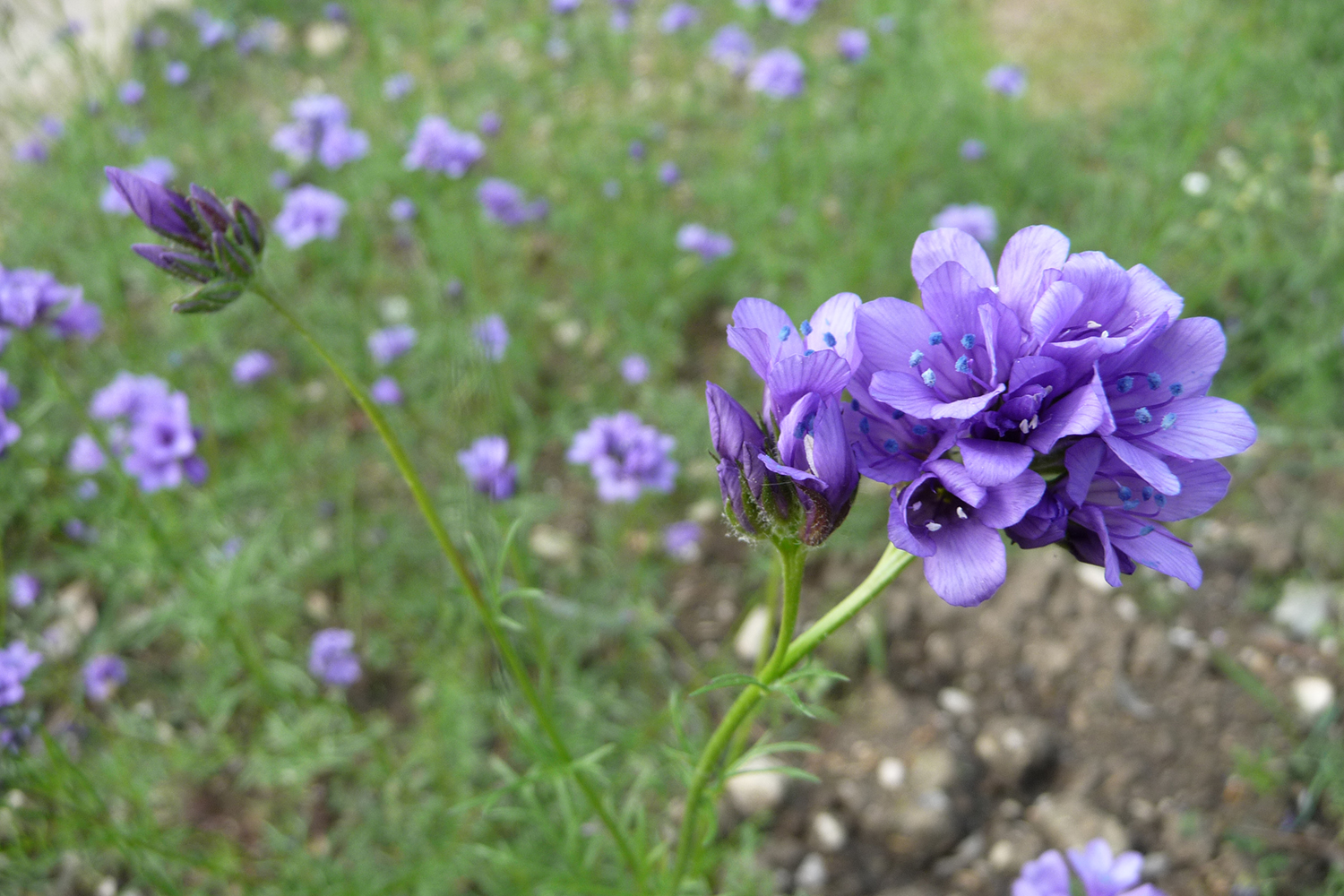
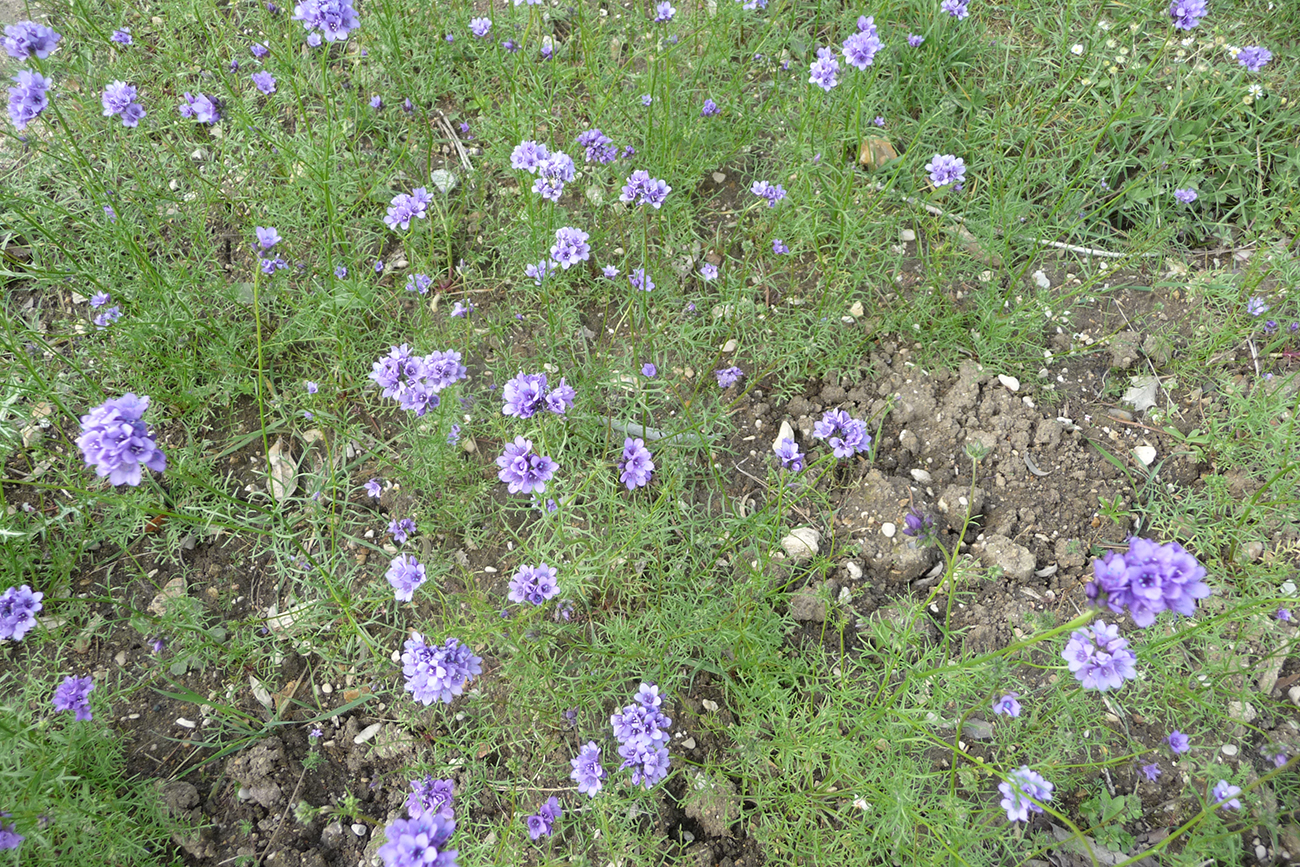